# Parti populaire serbe
Le Parti populaire serbe était un parti politique monténégrin refondé en 1998 et présidé par Andrija Mandić. De tendance conservatrice, il se consacre à la représentation des serbes du Monténégro.
La coalition qu'il dirige arrive en deuxième position lors des élections législatives monténégrines de 2006, obtenant 14.68 % des voix et 12 sièges de députés. En 2009, le Parti populaire serbe fusionne avec plusieurs formations politiques pour donner naissance à la Nouvelle démocratie serbe.